# Poseidon vom Kap Artemision

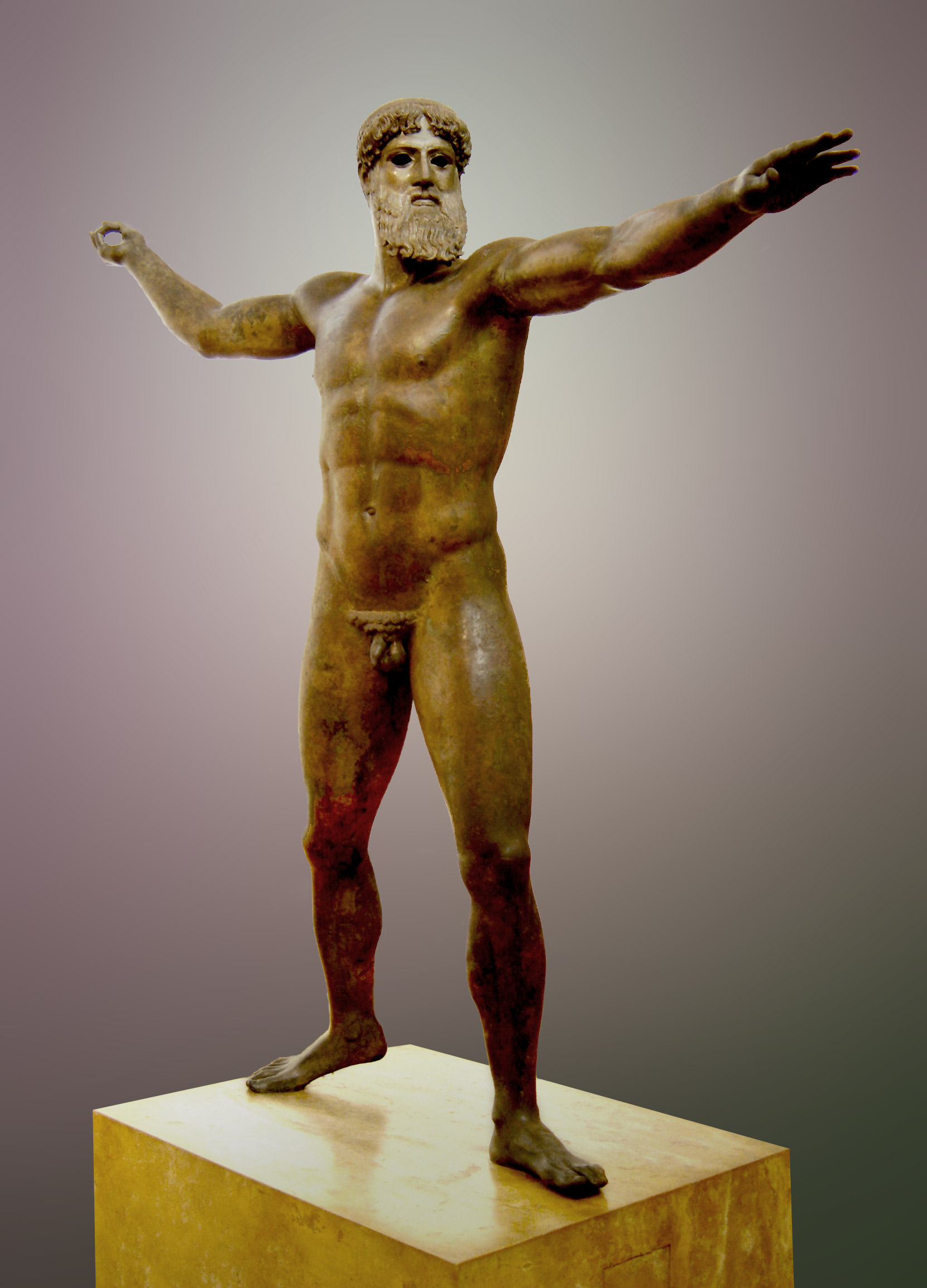
Poseidon oder Zeus vom Kap Artemision

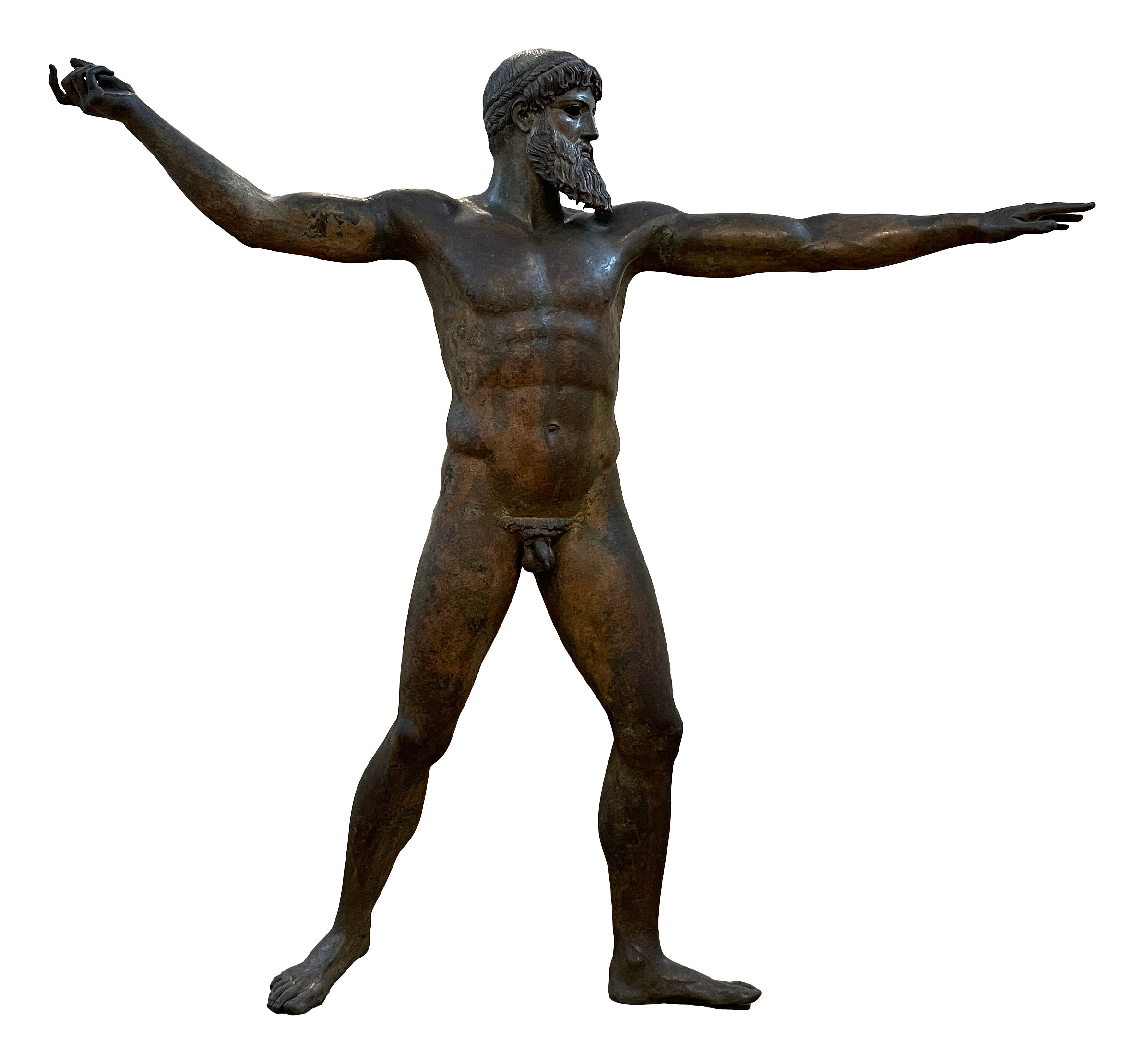
Poseidon oder Zeus vom Kap Artemision

Die als Poseidon vom Kap Artemision oder auch als Zeus vom Kap Artemision bezeichnete Statue (oft auch als „Gott aus dem Meer“ bezeichnet) ist eine der wenigen griechischen Bronzefiguren des 5. Jahrhunderts v. Chr., die sich erhalten haben. Sie befindet sich heute im Archäologischen Nationalmuseum in Athen (Inv.-Nr. 15161).

## Fund
Die Standfigur eines bärtigen Mannes mit weitausholender Armbewegung wurde 1926 in der Nähe eines antiken Schiffswracks vor dem Kap Artemision im Norden der Insel Euböa entdeckt. Untersuchungen der Fundstelle, bei denen der rechte Arm der Statue gefunden worden ist, fanden auch noch im Jahr 1928 statt. Hierbei starb ein Taucher, weshalb die Forschungsarbeiten eingestellt und seitdem nicht wieder aufgenommen worden sind. Im selben Wrack wurde der sogenannte Reiter vom Kap Artemision entdeckt.

## Beschreibung
Die Bronzefigur ist 2,09 Meter groß; die Spannweite der ausgestreckten Arme beträgt ebenfalls über zwei Meter. Die dargestellte Person ist nackt und muskulös. Das linke Bein bildet das Standbein, während das rechte Bein mit der leicht angehobenen Ferse in erster Linie zur Abstützung und zum Erhalt des Gleichgewichts dient. In der weit nach hinten gestreckten rechten Hand befand sich ehemals ein Wurfspeer, ein Dreizack oder etwas Ähnliches. Der linke Arm ist ebenfalls erhoben und bildet – zusammen mit der gestreckten Hand – eine Peillinie sowie ein Gegengewicht zum Wurfarm.
Der Kopf ist auf das Wurfziel hin ausgerichtet. Der Mund ist geschlossen; die – ehemals wahrscheinlich mit Elfenbein- oder Knochenscheiben und einer mittigen Iris aus dunklem Stein oder Glas gestalteten – Augen fixieren das Ziel. Barthaare und Stirnlocken hängen flechtenartig herab; die Kopfhaare werden von einem geflochtenen Band zusammengehalten. Während dem Körper unmittelbar vor dem Wurf die Spannung anzumerken ist, ist der Gesichtsausdruck ruhig und konzentriert.

## Datierung
Aufgrund des Figurenstils, der deutliche realistische mit strengeren Zügen (Bart) vereint, wird die Bronzestatue um das Jahr 460 v. Chr. datiert. Während die Entstehungszeit als weitgehend gesichert gilt, ist der Schöpfer der Figur unbekannt – genannt wurden Kalamis (tätig um 470–440 v. Chr.), Onatas von Ägina oder Myron.

## Deutung
Insgesamt wirkt der Körper der Statue wie der eines Athleten oder Kriegers, doch die Forschung interpretiert die Figur schon seit längerer Zeit entweder als Meeresgott Poseidon oder aber als seinen Bruder Zeus selbst. Die Deutung ist abhängig von dem verlorenen Wurfgerät: Ein Speer würde eindeutig einem Athleten oder Krieger zugeordnet sein; ein Dreizack würde die Figur als Poseidon charakterisieren; ein Blitzbündel würde zweifelsfrei auf Zeus hinweisen.

## Trivia
Griechenland, das am 9. August 1949 dem Europarat beitrat, schenkte der Organisation 1998 eine Replik des „Poseidon vom Kap Artemision“, die sich vor dem Hauptgebäude des Europarats in Straßburg befindet.
Der Tauchpionier Hans Hass lässt in dem Expeditionsbericht „Menschen und Haie“ seinen Mitarbeiter Xenophon, d. i. Alfons Hochhauser, die Geschichte der Entdeckung und Bergung der Statue erzählen. Hochhauser behauptet hierbei, bei der Bergung dabei gewesen zu sein. In dem Griechenlandroman „Reise ohne Heimkehr“ von Werner Helwig ist im dreizehnten Kapitel eine fiktive Erzählung eingebaut, die später auch gesondert mehrfach unter dem Titel „Poseidons Wiederkehr“ bzw. „Poseidons Ende“ veröffentlicht wurde. Auch hier werden abenteuerliche Umstände bei der Entdeckung und Bergung der Statue berichtet, die vermutlich auf Hochhausers Erzählungen basieren. Kostas Akrivos nimmt in seinem 2010 in Griechenland erschienenen Roman „Alfons Hochhauser – Der Barfußprophet von Pilion“ Hochhausers Erzählungen auf, ohne sie in Zweifel zu ziehen. Er schreibt allerdings auch, dass das Archäologische Nationalmuseum in Athen ihm auf Anfrage mitgeteilt habe, dass aus dessen Unterlagen keine Beteiligung des Österreichers Alfons Hochhauser bei der Ortung und Bergung der Bronzestatue hervorgehe.